# Seznam ulic v Dolních Heršpicích
Seznam ulic v Dolních Heršpicích uvádí přehled ulic a veřejných prostranství na území evidenční části obce Dolní Heršpice v Brně, která je územně totožná s katastrálním územím Dolní Heršpice a tvoří část městské části Brno-jih.

## Seznam
| Název           | Pojmenováno po               | Souřadnice                       | Obrázek | Commons              | RÚIAN  | Mapy.cz        |
| --------------- | ---------------------------- | -------------------------------- | ------- | -------------------- | ------ | -------------- |
| Bernáčkova      | Otakar Bernáček              | 49°9′16″ s. š., 16°37′28″ v. d.  |         | Bernáčkova           | 21237  | stre&id=78969  |
| Chleborádova    | František Ladislav Chleborád | 49°9′7″ s. š., 16°37′10″ v. d.   |         |                      | 22187  | stre&id=79063  |
| Havránkova      | Otto Havránek                | 49°9′15″ s. š., 16°37′18″ v. d.  |         | Havránkova (Brno)    | 23825  | stre&id=79226  |
| Jižní náměstí   | jih                          | 49°9′11″ s. š., 16°37′23″ v. d.  |         | Jižní náměstí (Brno) | 25402  | stre&id=79384  |
| K Železnici     | železniční trať Břeclav–Brno | 49°9′9″ s. š., 16°36′11″ v. d.   |         |                      | 765261 | stre&id=149587 |
| Moravanské lány |                              | 49°8′53″ s. š., 16°35′49″ v. d.  |         |                      | 28517  | stre&id=79695  |
| Novomoravanská  | Nové Moravany                | 49°8′53″ s. š., 16°36′0″ v. d.   |         |                      | 720305 | stre&id=144881 |
| Ořechovská      | Ořechov                      | 49°9′26″ s. š., 16°35′40″ v. d.  |         | Ořechovská (Brno)    | 29181  | stre&id=79761  |
| Poplužní        | hospodářský dvůr             | 49°9′8″ s. š., 16°37′24″ v. d.   |         |                      | 30066  | stre&id=79848  |
| Pěstitelská     | zahradník                    | 49°9′3″ s. š., 16°37′26″ v. d.   |         |                      | 768561 | stre&id=150036 |
| Skandinávská    | Skandinávie                  | 49°9′24″ s. š., 16°37′40″ v. d.  |         | Skandinávská (Brno)  | 679275 | stre&id=141411 |
| V Polích        | pole                         | 49°8′53″ s. š., 16°37′24″ v. d.  |         |                      | 731641 | stre&id=145867 |
| Vomáčkova       | Drahomír Vomáčka             | 49°9′21″ s. š., 16°37′25″ v. d.  |         |                      | 700061 | stre&id=142945 |
| Vídeňská        | Vídeň                        | 49°10′15″ s. š., 16°35′52″ v. d. |         | Vídeňská (Brno)      | 34584  | stre&id=80298  |